# Władysław Zontak
Władysław Zontak (ur. 1829, zm. 29 sierpnia 1906 w Rymanów-Zdroju) – polski preparator zwierząt, muzealnik, przyrodnik.

## Życiorys

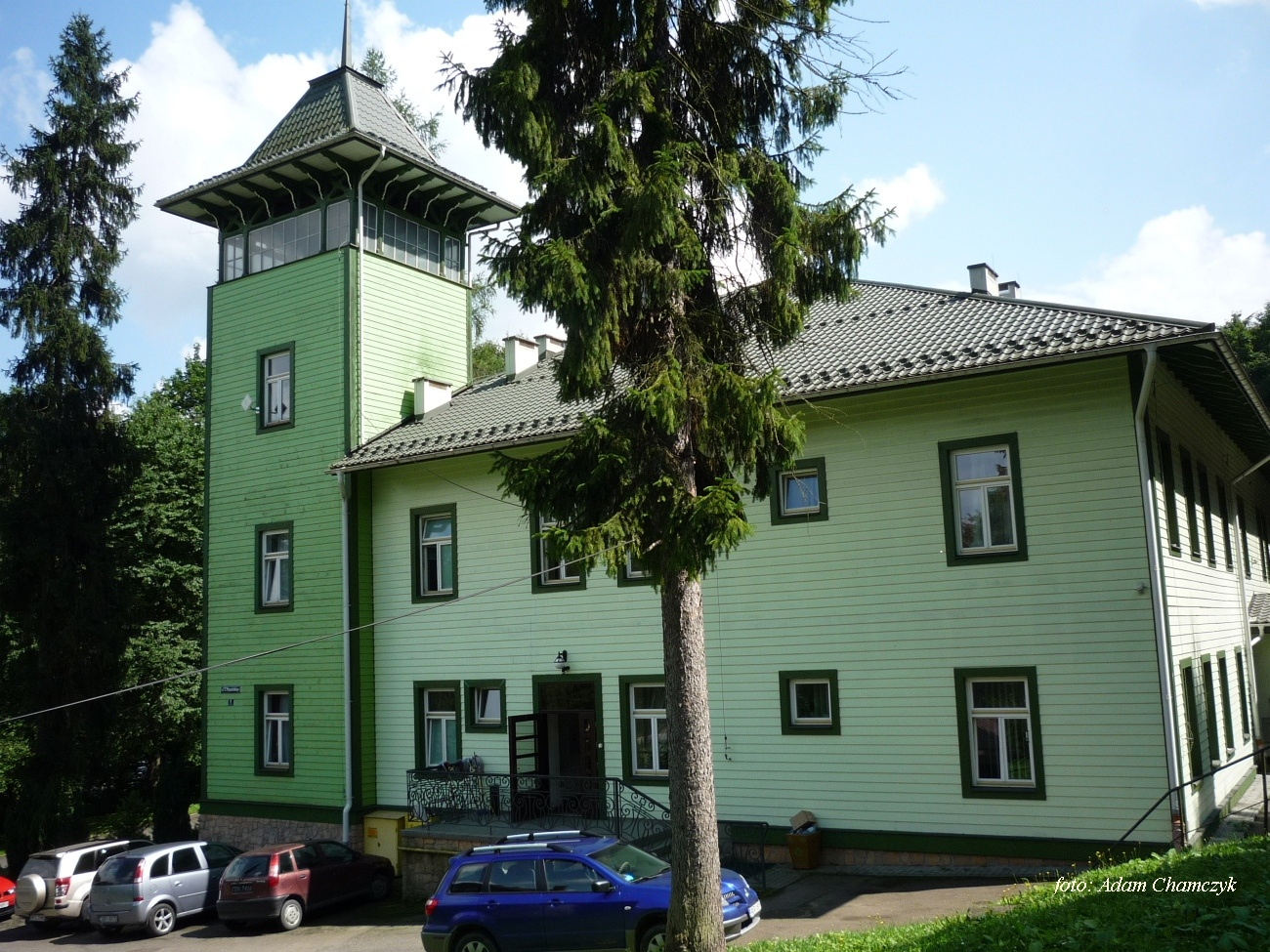
Budynek willi W. Zontaka

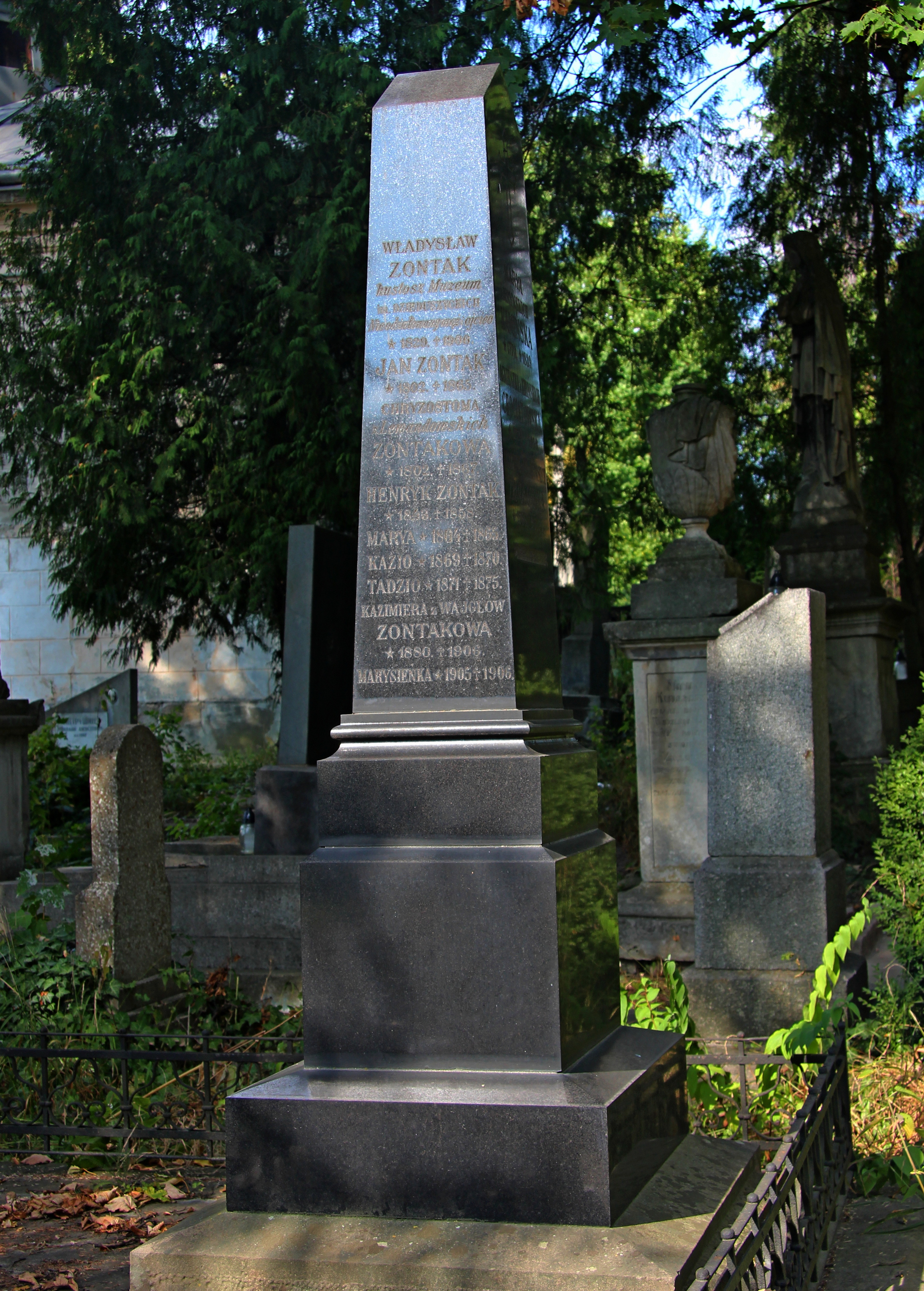
Grobowiec rodzinny Zontaków

Urodził się w 1829 roku w Niemirowie. Był synem wieloletniego oficjalisty w dobrach Dzieduszyckich. Był jeźdźcem, myśliwym, zdobył zawód wypychacza (preparatora) zwierząt z polowań. Podczas powstania węgierskiego walczył w szeregach Legionów Polskich. Udzielał się w organizacji powstania styczniowego. 
Poprzez trwającą od najmłodszych lat przyjaźń z Włodzimierzem Dzieduszyckim otrzymał od niego pracę w założonym przez niego muzeum przyrodniczym we Lwowie. Przyczynił się do pomnożenia zbiorów tej placówki, np. do pozyskania „skarbu Michałkowskiego”. Został mianowany na stanowisko kustosza generalnego muzeum Dzieduszyckich we Lwowie. Po śmierci Włodzimierza Dzieduszyckiego (1899) przeszedł na emeryturę i zamieszkał w Rymanowie-Zdroju w willi pod nazwą „Pod Matką Boską”, wybudowaną na ziemi otrzymanej od Anny z Działyńskich Potockiej (obecnie willa „Maria”). Willa została wybudowana według projektu Jana Sas-Zubrzyckiego. W tej miejscowości wraz z Józefem Żulińskim założył kolonię leczniczą dla dzieci. Pełnił funkcję sekretarza Galicyjskiego Towarzystwa Łowieckiego oraz redaktora czasopisma „Łowiec”.
Z małżeństwa z Józefą z Pawulskich miał córkę Matyldę (Madę) (1880–1973), przedsiębiorczynię i działaczkę społeczną.
Zmarł 29 sierpnia 1906 roku w Rymanowie-Zdroju. Grobowiec rodzinny Władysława Zontaka znajduje się na Cmentarzu Łyczakowskim we Lwowie.